# おびくに
八百比丘尼（おびくに）は、栃木県栃木市西方町真名子の男丸集落に伝わる伝説の登場人物。特殊な物を食べて不老長寿を獲得した後、尼となって各地を放浪、最後は若狭の海に身を投げて命を絶つ。命日にあたる旧暦の8月25日には地域の人達で供養を行い、伝説を偲んでいる。
類似の伝説は日本各地に分布し、「やおびくに」または「はっぴゃくびくに」と呼ばれている（これらについては八百比丘尼を参照のこと）。真名子では「おびくに」と呼ぶところが特異である、また、八百比丘尼の記事に収めるには少しばかり分量が多いので特に立項した。

## あらすじ
昔、子供のいない長者夫婦が庚申様に一生懸命に祈ったところ、女の子が生まれた。彼女は八重姫と名付けられた。
八重姫が7歳のとき、長者は庚申様の信者を名乗る者から不老不死の効果があるという煮貝のようなものを受け取る。八重姫は正体を知らずにそれを食べてしまう。
八重姫が18歳のとき、美しく成長した八重姫の噂を聞きつけた時のミカドが都に召し出そうとするが、それを知った八重姫は家を出る。真名子の里を離れ、山道で会った白髪の老人のもとに身を寄せる。両親が恋しくなり、「帰りたい」と告げると、老人は庚申様であると正体を明かし、屋敷もろとも忽然と姿を消す。
真名子の里に戻ってみると、家を出てから800年の時間が経過していた。池の水面に姿を映してみたが、外見は18歳のままであった。八重姫は妙栄という尼僧になり、巡礼の旅に出た。旅の途中、各地の困っている人を助けたともいう。
長く生き過ぎた妙栄は、最後は若狭の海に身を投げて命を絶つ。以後、若狭では八百姫大明神、真名子で八百比丘尼様として祀られ、現在に至る
。

## 八百比丘尼公園
八百比丘尼伝説を活かした、まちづくりを推進するため整備された公園。1995年完成。1998年に上都賀郡西方町（現・栃木市）で開催された全国八百比丘尼サミットに向けて整備された。
・八百比丘尼堂
八重姫が自身の姿を彫ったとされる八百比丘尼尊像が安置されている。像は1981年、上都賀郡西方村（後の西方町）の文化財に指定される。地元では親しみを込めて「おびくにさま」と呼ばれる。八百比丘尼の像が現存するのは福井県小浜市と真名子地区の2か所のみといわれている。
・姿見の池（男丸の鑑水）
八重姫が自分の姿を映した池とされる。「真名子八水」の一つ。